# 旋轉因子
旋轉因子原來是指在庫利－圖基快速傅里葉變換算法的蝴蝶形運算中所乘上的複數常數，因此常數在複數平面上位於單位圓之上，對於被乘數在複數平面上面會有旋轉的效果，故名為旋轉因子，後來也會用來指稱FFT中的任一常數乘法。

## 定義
先觀察N點DFT的公式如下
{\displaystyle X[k]=\sum _{n=0}^{N-1}x[n]e^{-j(2\pi nk/N)}\qquad k=0,1,\ldots ,N-1}
在這裡定義旋轉因子(twiddle factor)為：
{\displaystyle W_{N}^{kn}=e^{-j(2\pi nk/N)}}
其中kn項稱為Numerator，N項稱為Denominator

## 特性
旋轉因子具有以下兩種特性
- 共軛複數對稱性(Complex conjugate symmetry)

{\displaystyle W_{N}^{k[N-n]}=W_{N}^{-kn}=(W_{N}^{kn})^{*}}
- 對n,k有週期性(Periodicity in n and k)

{\displaystyle W_{N}^{kn}=W_{N}^{k(n+N)}=W_{N}^{(k+N)n}}